# Tromethamine
Tromethamine (ook tris(hydroxymethyl)aminomethaan, vaak afgekort tot tris en ook zo genoemd) is een organische verbinding die zowel een alcohol (meer bepaald een polyol met drie hydroxylgroepen) als een primair amine is. Het is dus een biobase. De pKa van tris is 8,1. Tris kan in buffers met pH van 7,2 tot 9 gebruikt worden.

## Synthese
Nitromethaan en formaldehyde in een molverhouding van 1 op 3 reageren in een base-gekatalyseerde aldol-reactie tot tris(hydroxymethyl)nitromethaan. De nitrogroep wordt in een tweede reactie gereduceerd tot een aminogroep.

## Toepassingen
Vooral bij medische toepassingen wordt de verbinding vaak aangeduid als tromethamine of tromethamol, in biochemische context wordt meestal over TRIS gesproken.
- Bij de synthese van oppervlakteactieve stoffen en geneesmiddelen. Sommige geneesmiddelen worden toegediend in de vorm van het "farmaceutisch acceptabel zout" ervan met tromethamine; bijvoorbeeld ketorolac tromethamine, een niet-steroïde ontstekingsremmer in oogdruppels ter voorkoming van oogontstekingen na een cataractoperatie,[1] of dinoprost tromethamine, een prostaglandine dat bij varkens en runderen wordt ingespoten om de bevalling op gang te brengen.[2]
- Op zichzelf als geneesmiddel tegen metabole acidose: een oplossing van tromethamine met een pH van 8,6, die intraveneus wordt toegediend, werkt als protonacceptor en corrigeert acidose.[3]
- als een emulsievormer voor cosmetische crèmes en lotions en emulsies van minerale olie en paraffinewas.
- als base voor alkalisatie.
- in de farmaceutische technologie om carbomeergel te neutraliseren (1:1-verhouding carbomeer:trometamol).
- in biologische buffers, vooral in de moleculaire biologie. De stof is geschikt voor in-vitroproeven omdat ze niet inhiberend werkt op vele (maar niet alle) enzymen. Tris is een standaardcomponent van buffers voor DNA-oplossingen.